# 제51회 G7 정상회의
제51회 G7 정상회의( - 頂上會議, 영어: 51st G7 summit)는 G7의 57번째 연례 회의로, 2025년 6월 16일부터 17일까지 캐나다 앨버타주 캐나나스키스에서 개최된다. 캐나나스키스에서 G7 정상회의가 개최되는 것은 제28회 G8 정상회의가 열린 2002년 이후 두 번째이다.

## 참석 정상

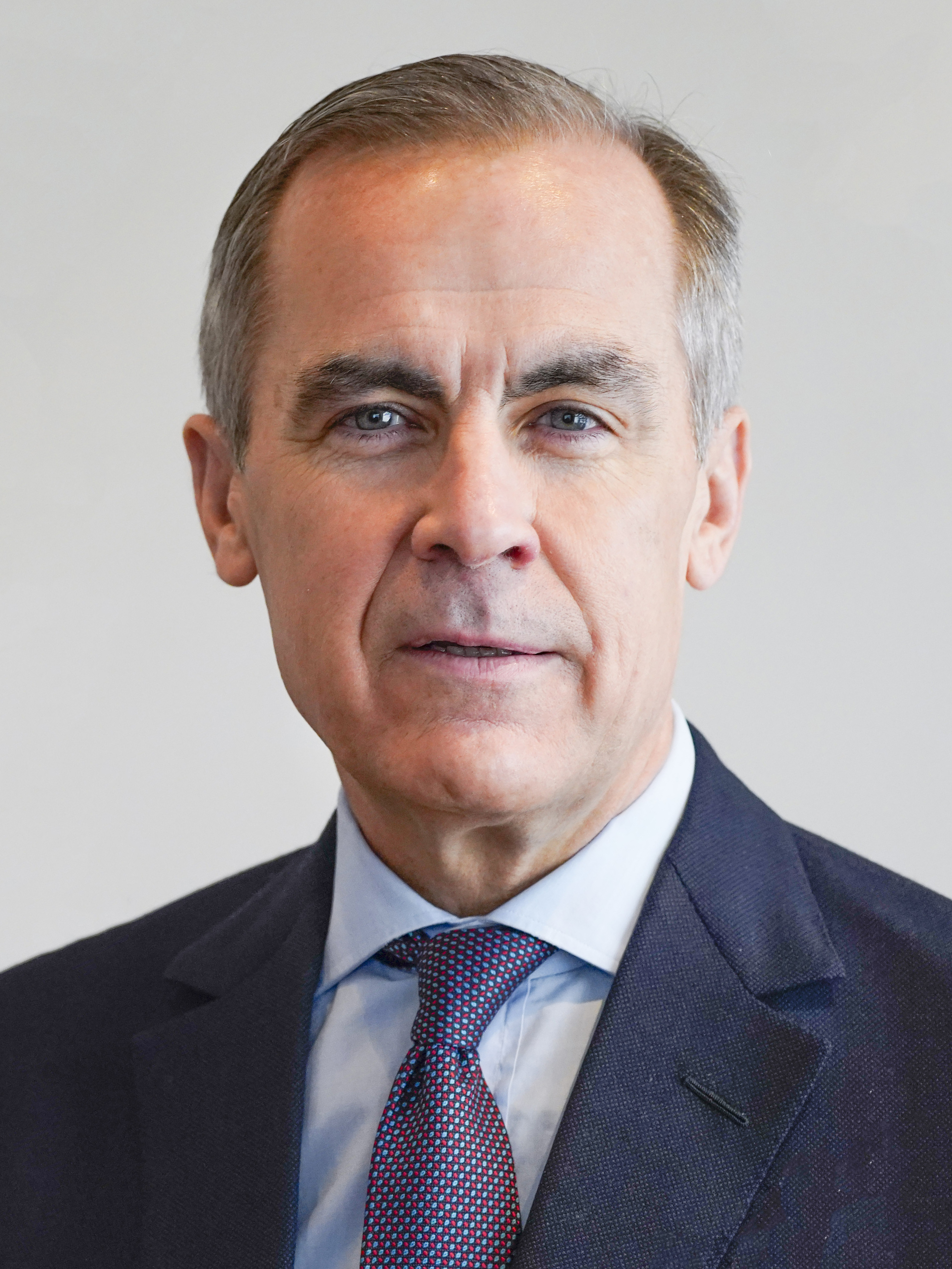
제51회 G7 정상회의 의장인 마크 카니 캐나다 총리

2025년 정상회의는 키어 스타머 영국 총리, 마크 카니 캐나다 총리, 이시바 시게루 일본 총리, 프리드리히 메르츠 독일 총리가 처음으로 참석하는 G7 정상회의이다. 도널드 트럼프 미국 대통령에게는 제45회 G7 정상회의 이후 첫 정상회의이다. 이번 방문은 키어 스타머 영국 총리, 이시바 시게루 일본 총리, 프리드리히 메르츠 독일 총리, 앤서니 앨버니지 오스트레일리아 총리, 이재명 대한민국 대통령에게는 캐나다에 대한 첫 국제 방문이며, 도널드 트럼프 미국 대통령에게는 두 번째 캐나다 방문이자 제44회 G7 정상회의 이후 첫 방문이다. 에마뉘엘 마크롱 프랑스 대통령과 볼로디미르 젤렌스키 우크라이나 대통령에게는 세 번째 캐나다 방문이다.
5월에는 클라우디아 셰인바움 멕시코 대통령이 초청장을 받았다. 발표 후 그녀는 기자들에게 참석 여부를 결정하지 않았지만 "가능성"이 있다고 말했다. 5월 30일, 루이스 이나시우 룰라 다 시우바 브라질 대통령이 초청장을 받았으며 참석할 것으로 예상된다. 6월에는 무함마드 빈 살만 알사우드 사우디아라비아 왕세자가 초청되었으나, 6월 12일 정상회담에 참석하지 않을 것이 확인되었다.
프라보워 수비안토 인도네시아 대통령은 당초 마크 카니로부터 G7 정상회의 초청을 받았고, 이를 수락했다. 그러나 6월 12일, 프라보워는 정상회의에 불참하고 대신 로런스 웡 싱가포르 총리와 블라디미르 푸틴 러시아 대통령을 만날 것이라고 발표했다.

### 참석 정상 목록
| 회원               | 참석자                         | 지위       |
| ------------------ | ------------------------------ | ---------- |
| 캐나다 (주최국)    | 마크 카니                      | 총리       |
| 프랑스             | 에마뉘엘 마크롱                | 대통령     |
| 독일               | 프리드리히 메르츠              | 총리       |
| 이탈리아           | 조르자 멜로니                  | 총리       |
| 일본               | 이시바 시게루                  | 총리       |
| 영국               | 키어 스타머                    | 총리       |
| 미국               | 도널드 트럼프                  | 대통령     |
| 유럽 연합          | 안토니우 코스타                | 상임의장   |
| 유럽 연합          | 우르줄라 폰데어라이엔          | 집행위원장 |
| 초청국             |                                |            |
| 국가               | 참석자                         | 지위       |
| 오스트레일리아     | 앤서니 앨버니지                | 총리       |
| 브라질             | 루이스 이나시우 룰라 다 시우바 | 대통령     |
| 인도               | 나렌드라 모디                  | 총리       |
| 멕시코             | 클라우디아 셰인바움            | 대통령     |
| 남아프리카 공화국  | 시릴 라마포사                  | 대통령     |
| 대한민국           | 이재명                         | 대통령     |
| 우크라이나         | 볼로디미르 젤렌스키            | 대통령     |
| 국제 기구          | 참석자                         | 지위       |
| 북대서양 조약 기구 | 마르크 뤼터                    | 사무총장   |
| 유엔               | 안토니우 구테흐스              | 사무총장   |
| 세계은행           | 아제이 방가                    | 총재       |

## 예상 참석 정상

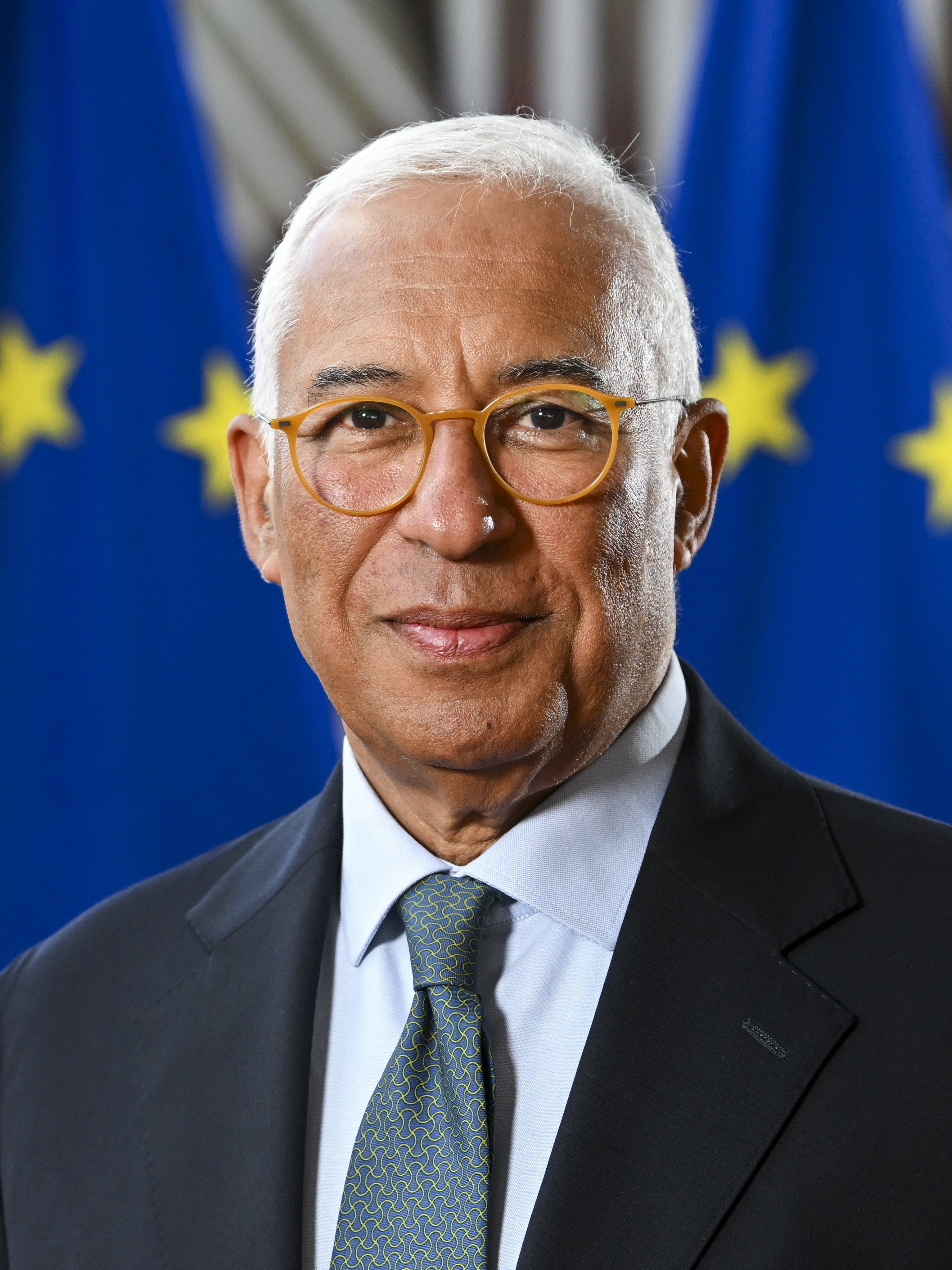
유럽 연합 안토니우 코스타 (상임의장)
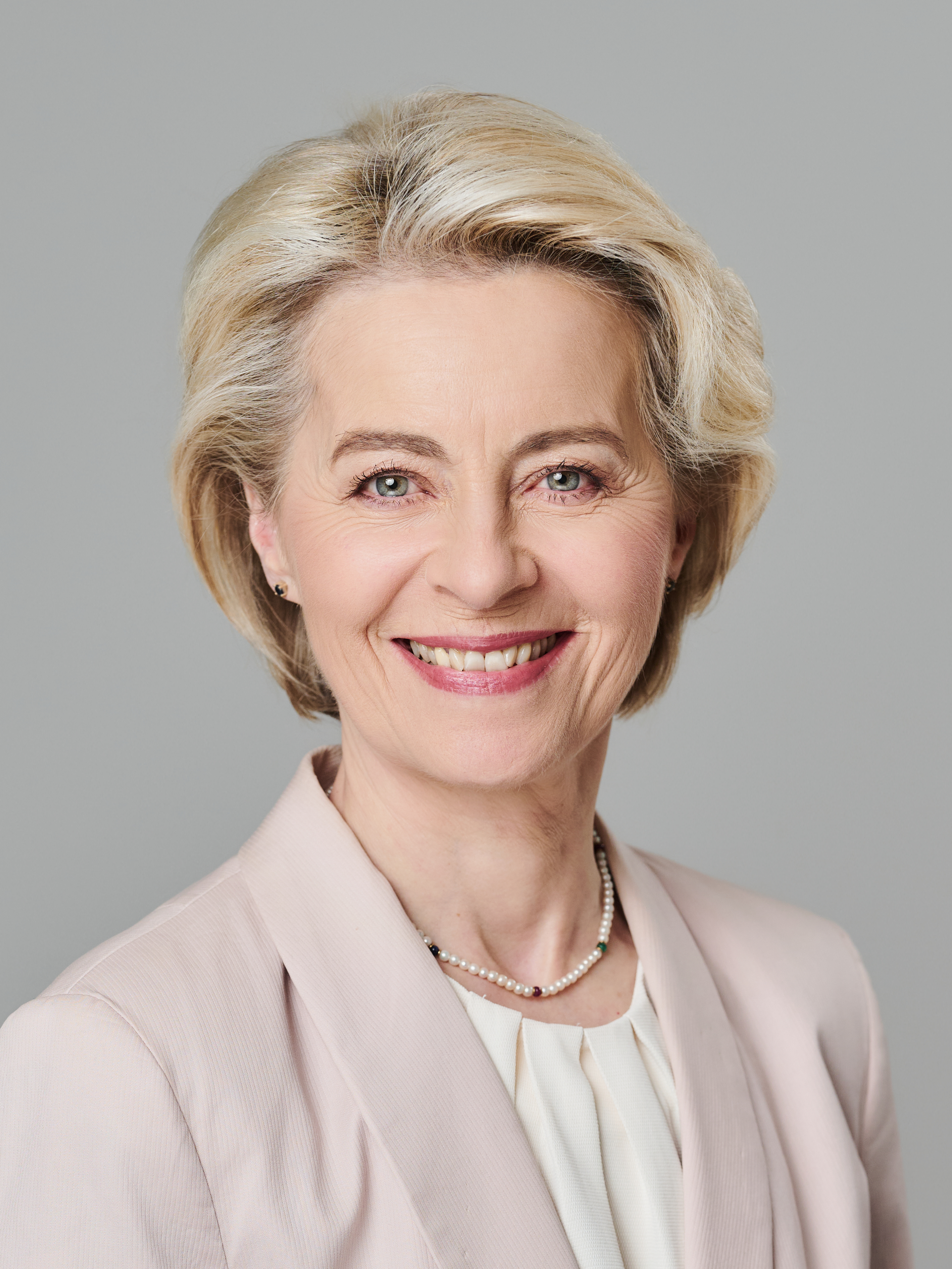
유럽 연합 우르줄라 폰데어라이엔 (집행위원장)

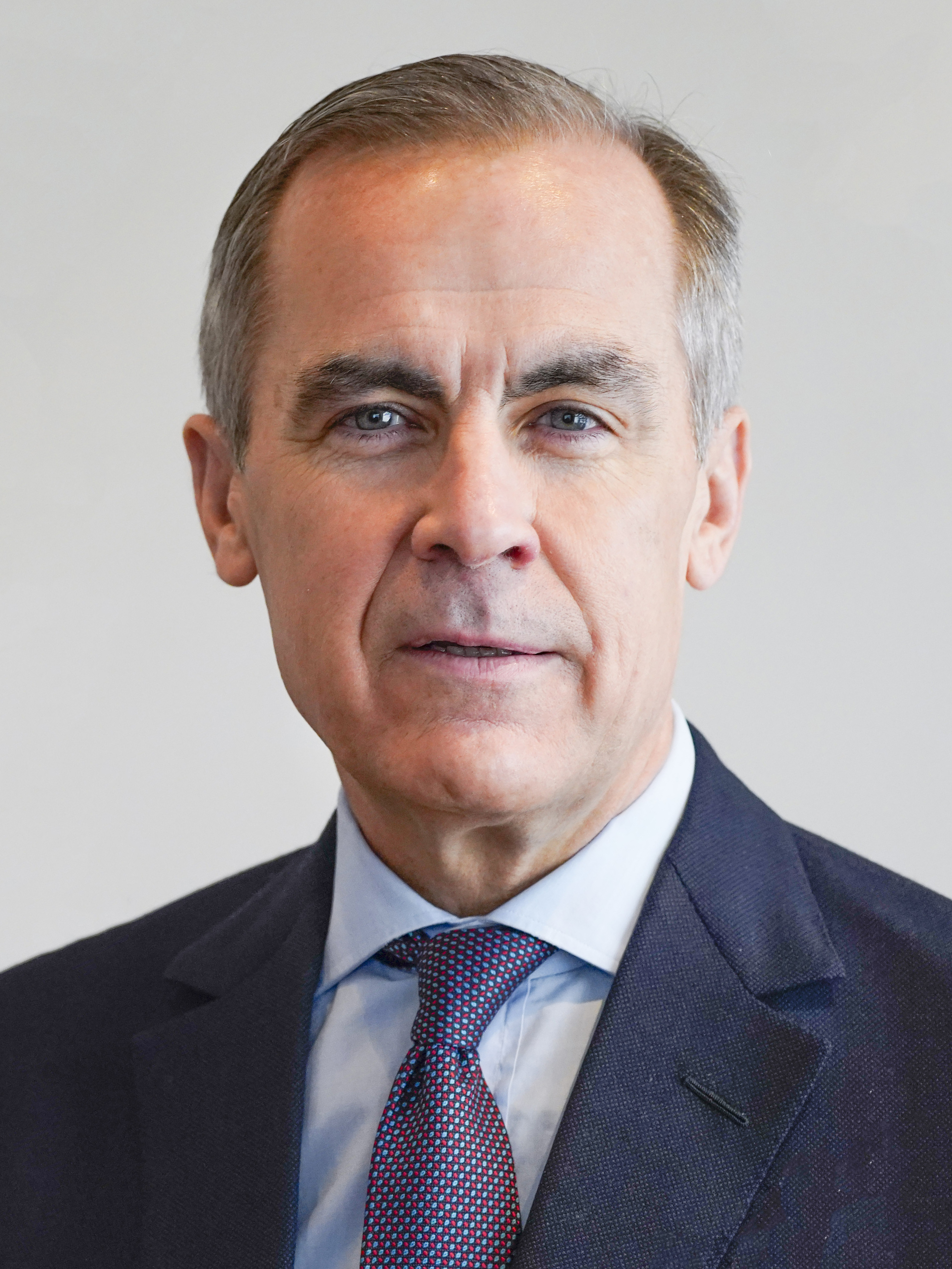
(주최) 캐나다 마크 카니 (총리)
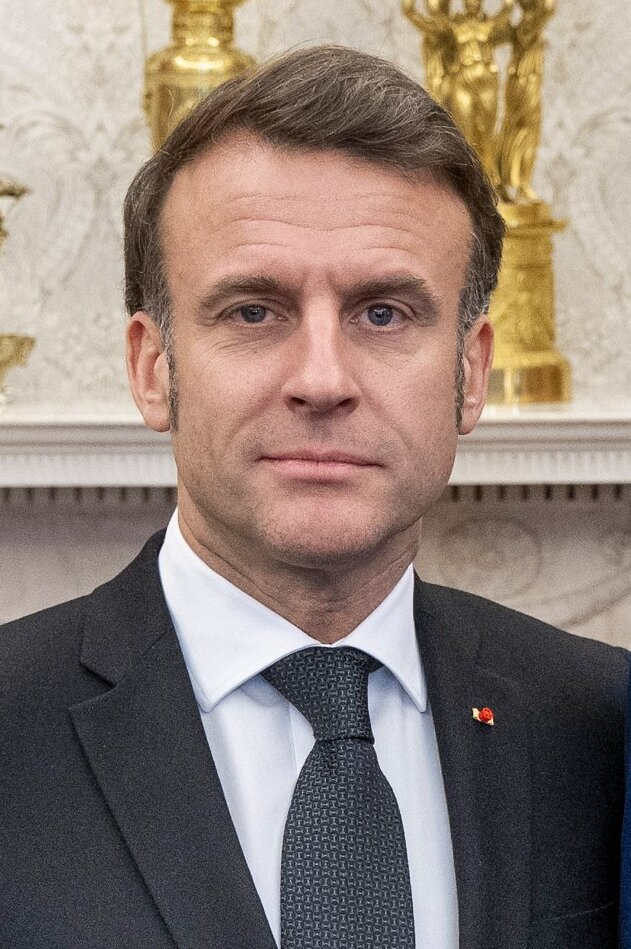
프랑스 에마뉘엘 마크롱 (대통령)
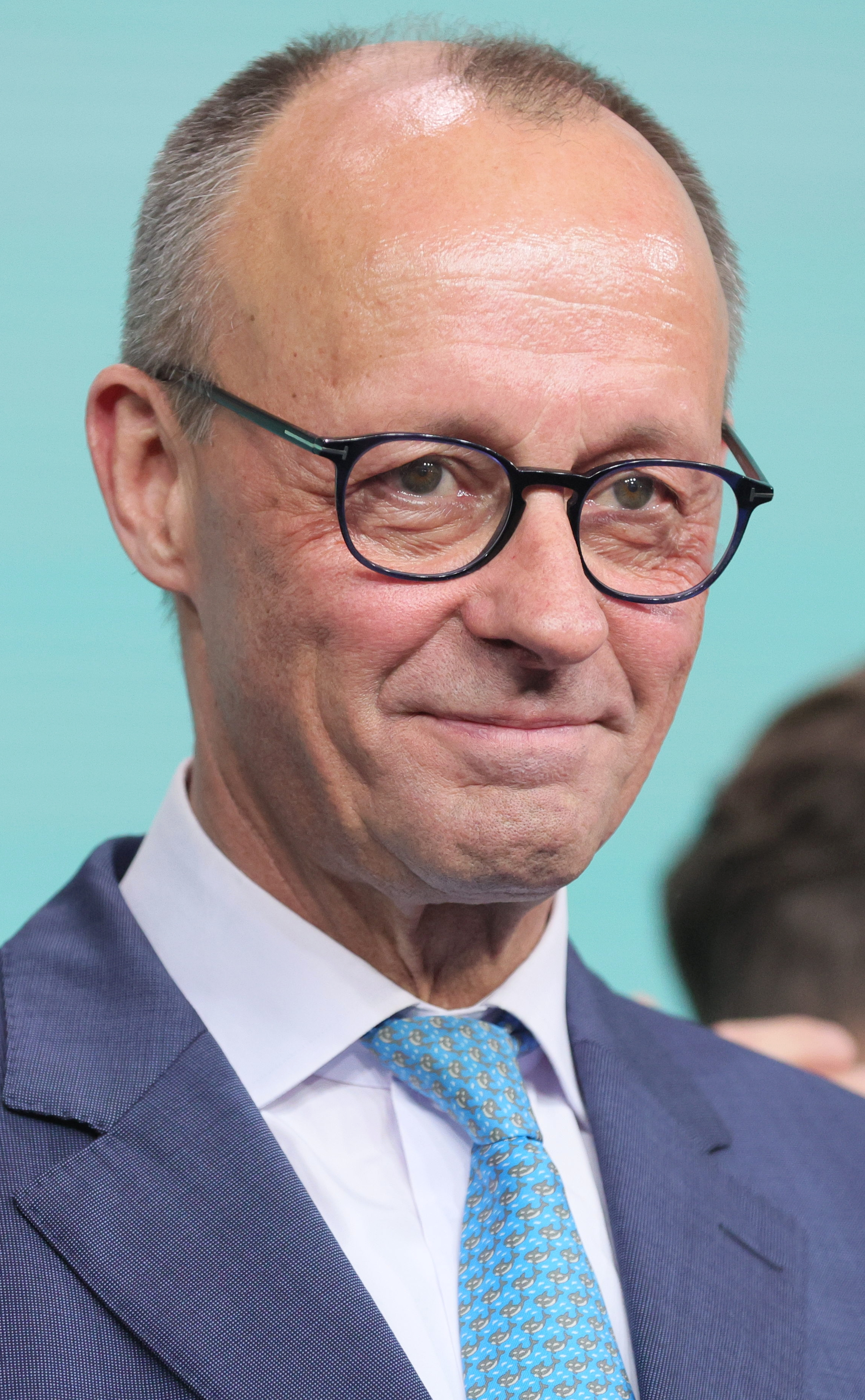
독일 프리드리히 메르츠 (총리)
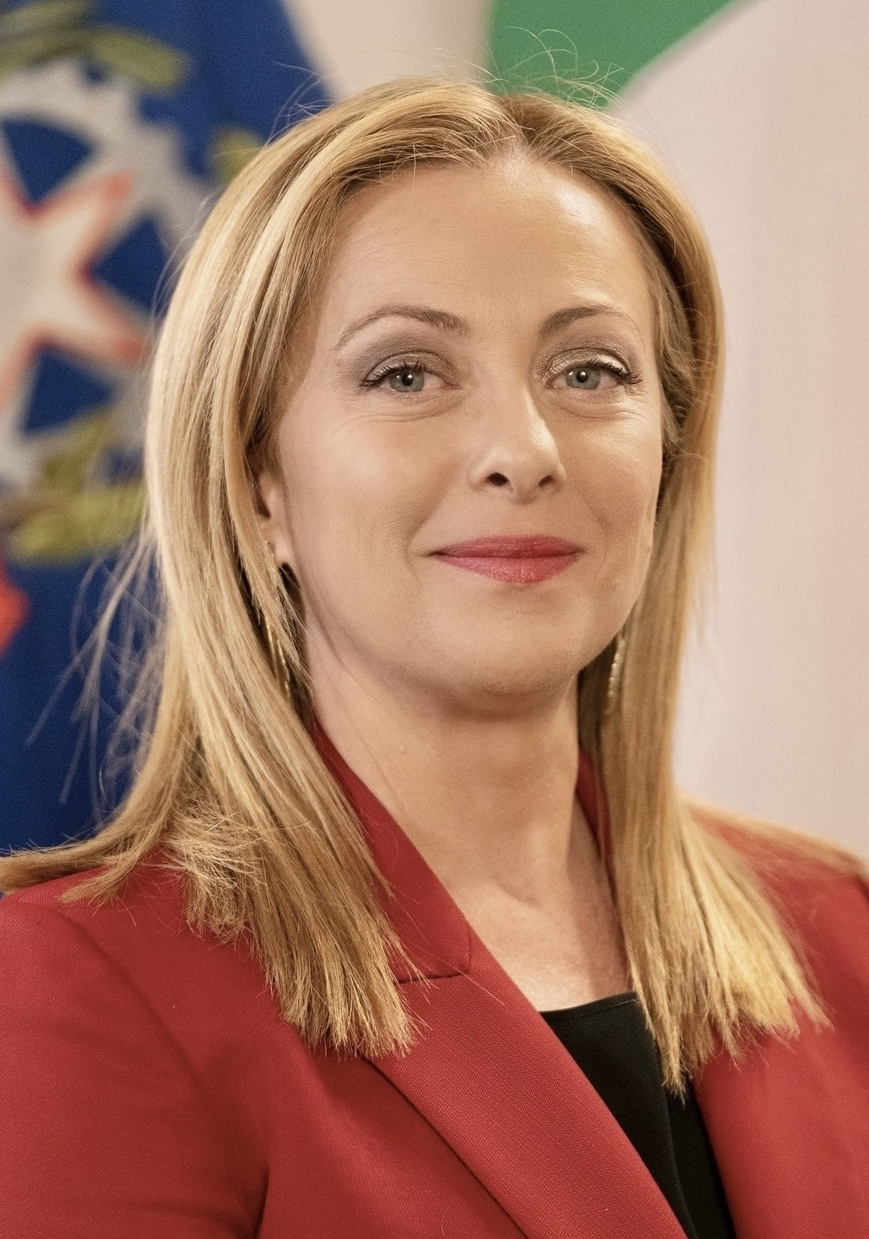
이탈리아 조르자 멜로니 (총리)
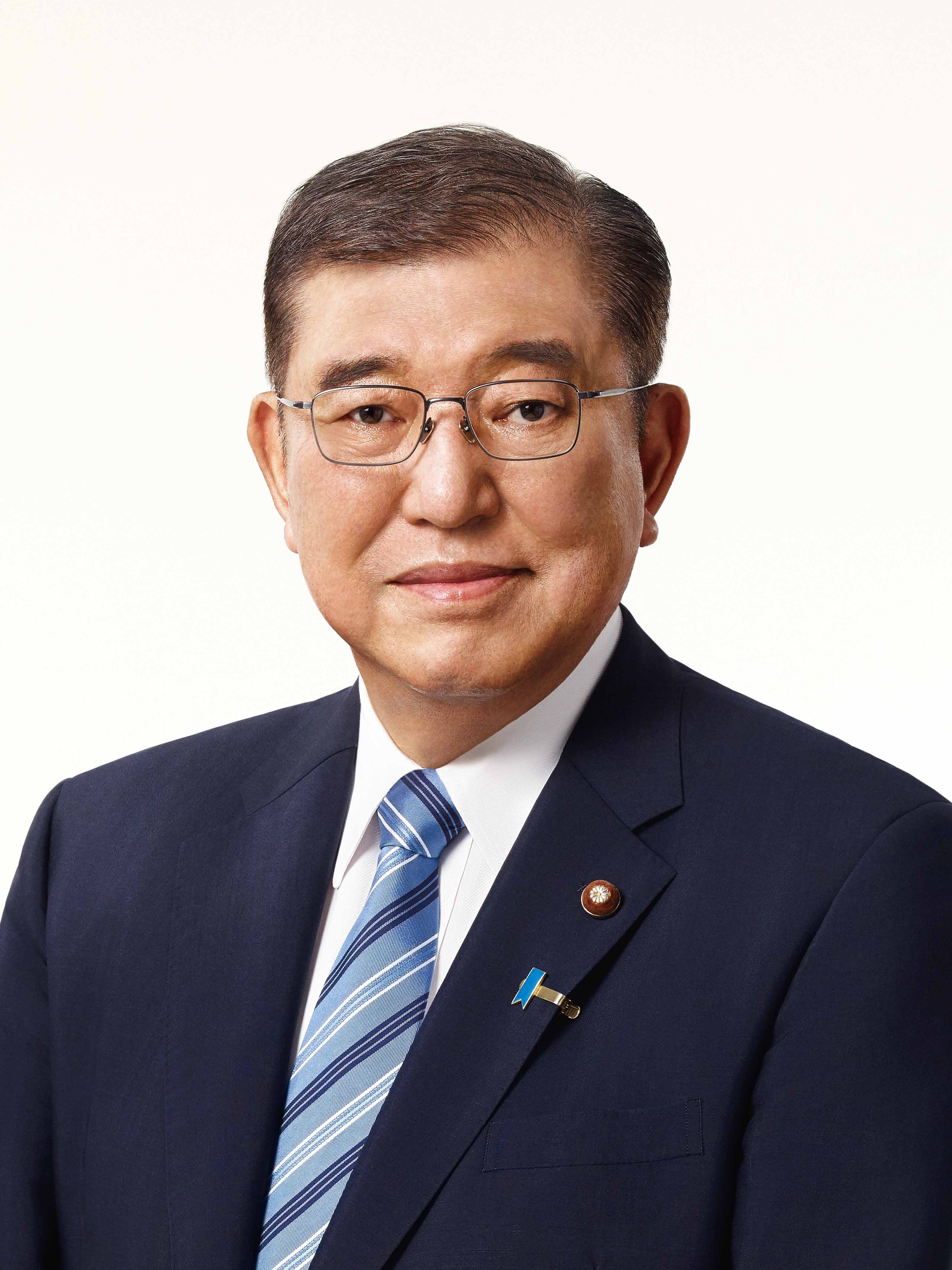
일본 이시바 시게루 (총리)
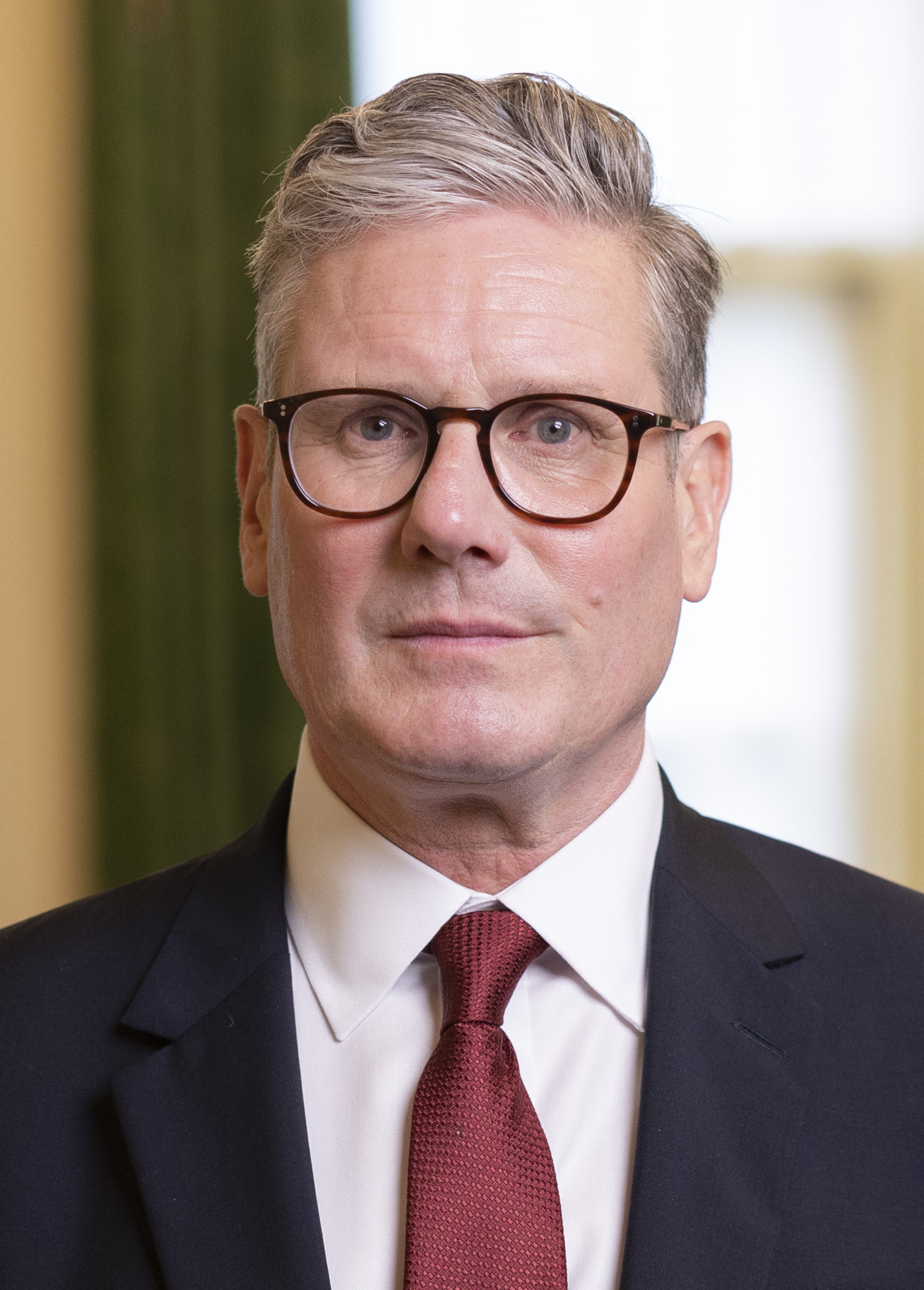
영국 키어 스타머 (총리)
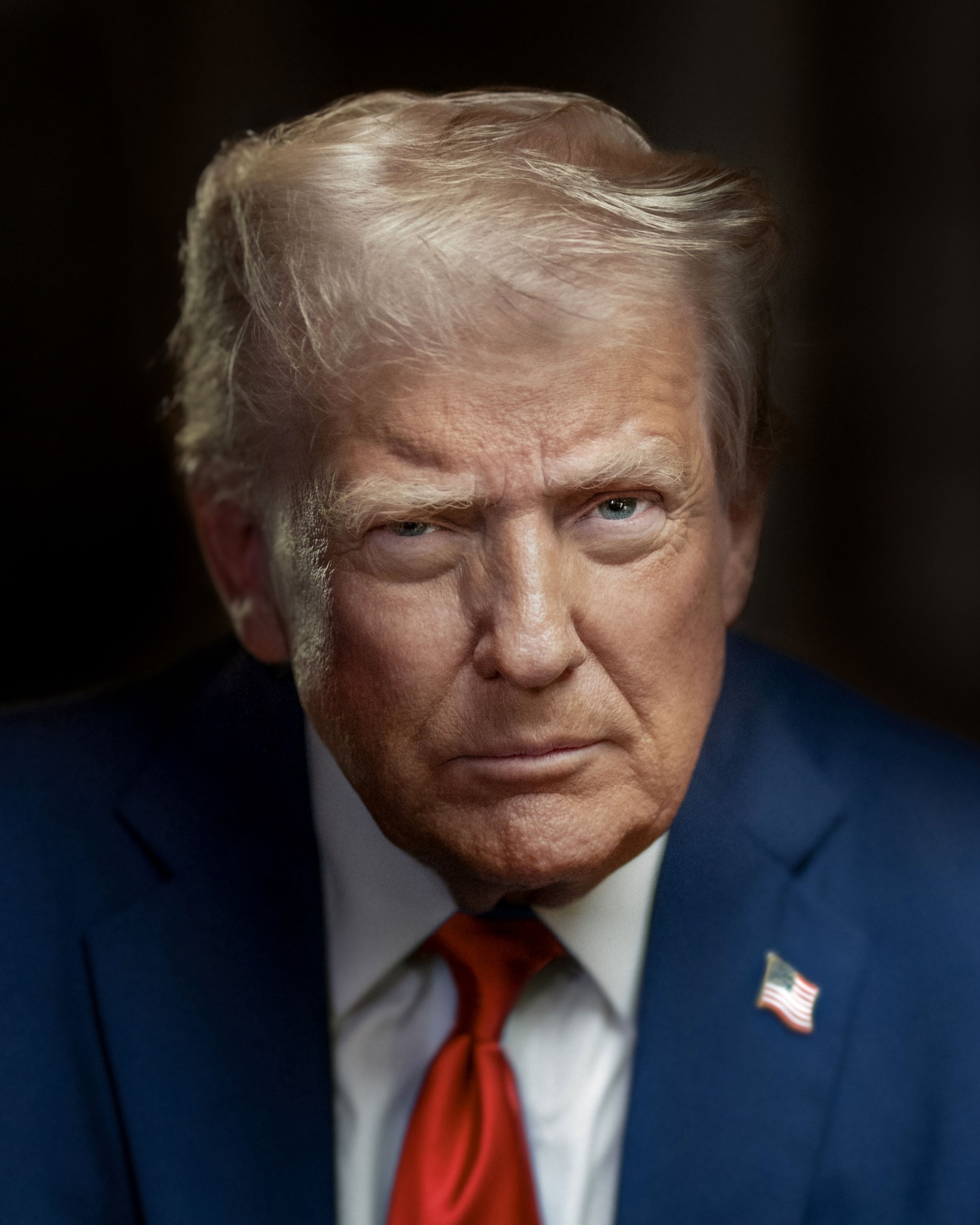
미국 도널드 트럼프 (대통령)

- 유럽 연합
안토니우 코스타
(상임의장)
- 유럽 연합
우르줄라 폰데어라이엔
(집행위원장)

## 초청된 정상

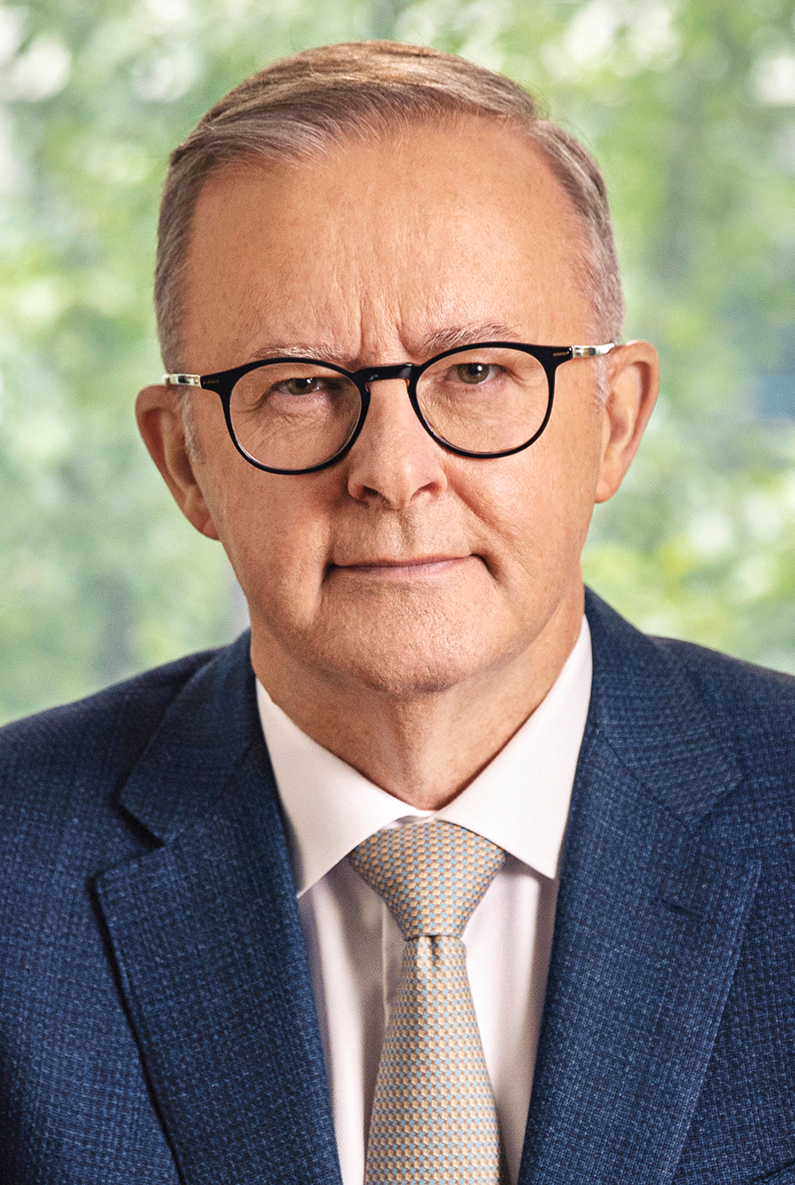
오스트레일리아 앤서니 앨버니지( 총리)
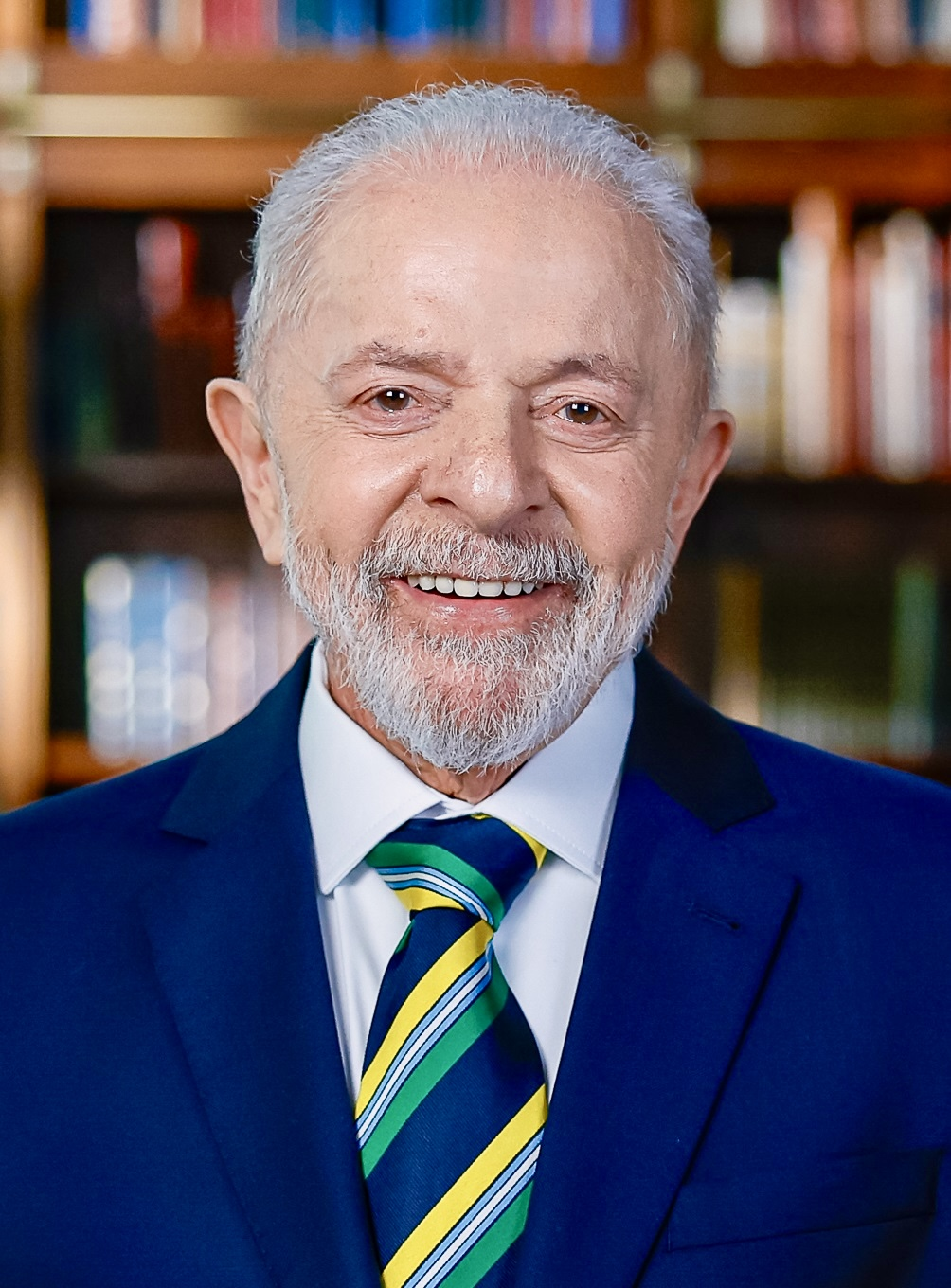
브라질 루이스 이나시우 룰라 다 시우바 (대통령)
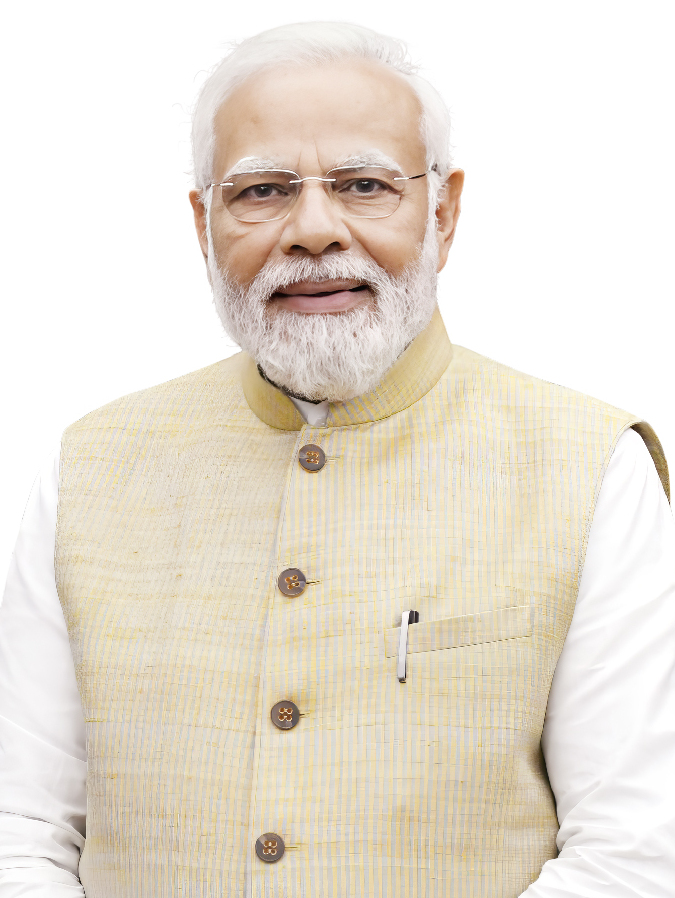
인도 나렌드라 모디 (총리)
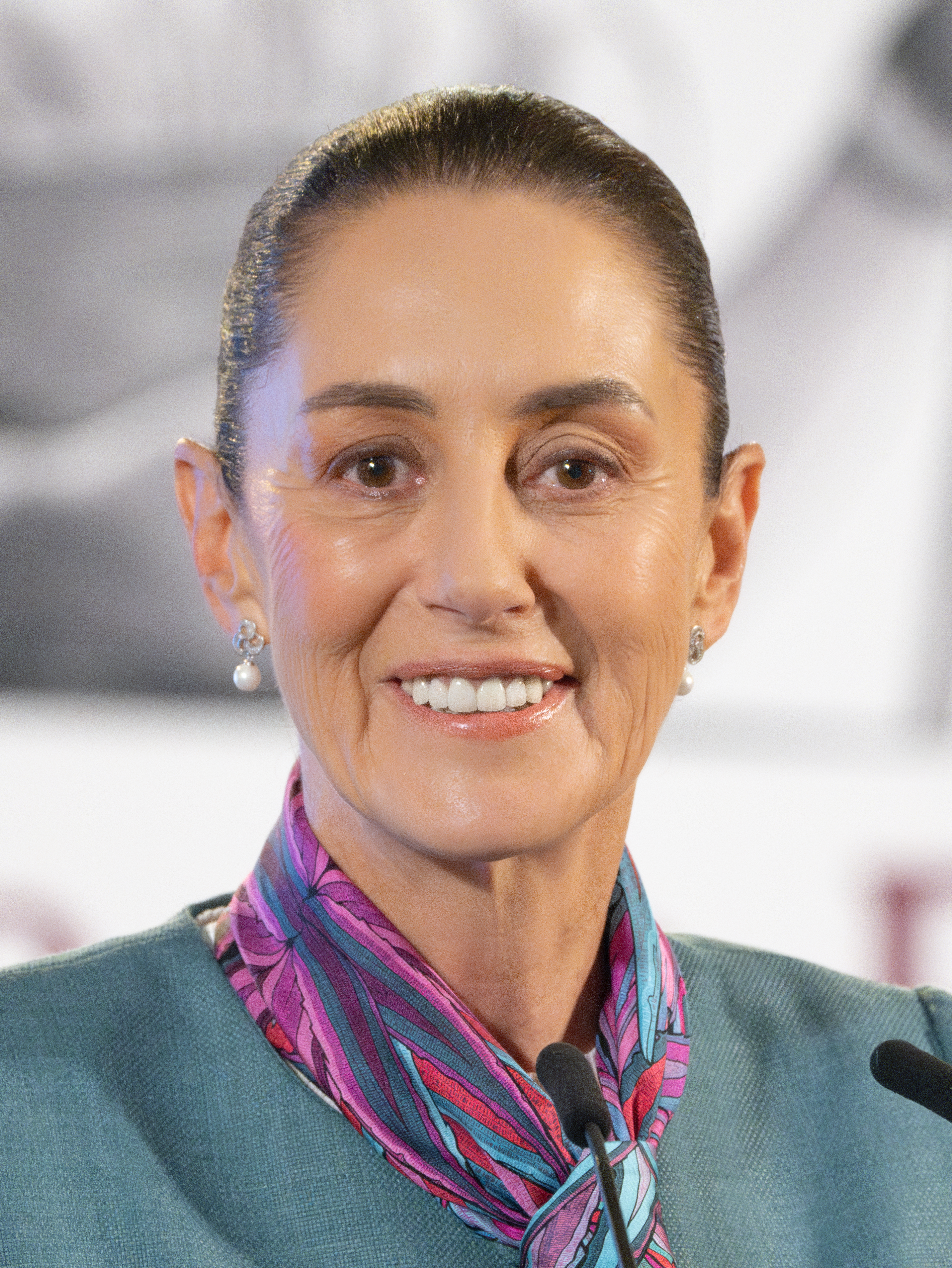
멕시코 클라우디아 셰인바움 (대통령)
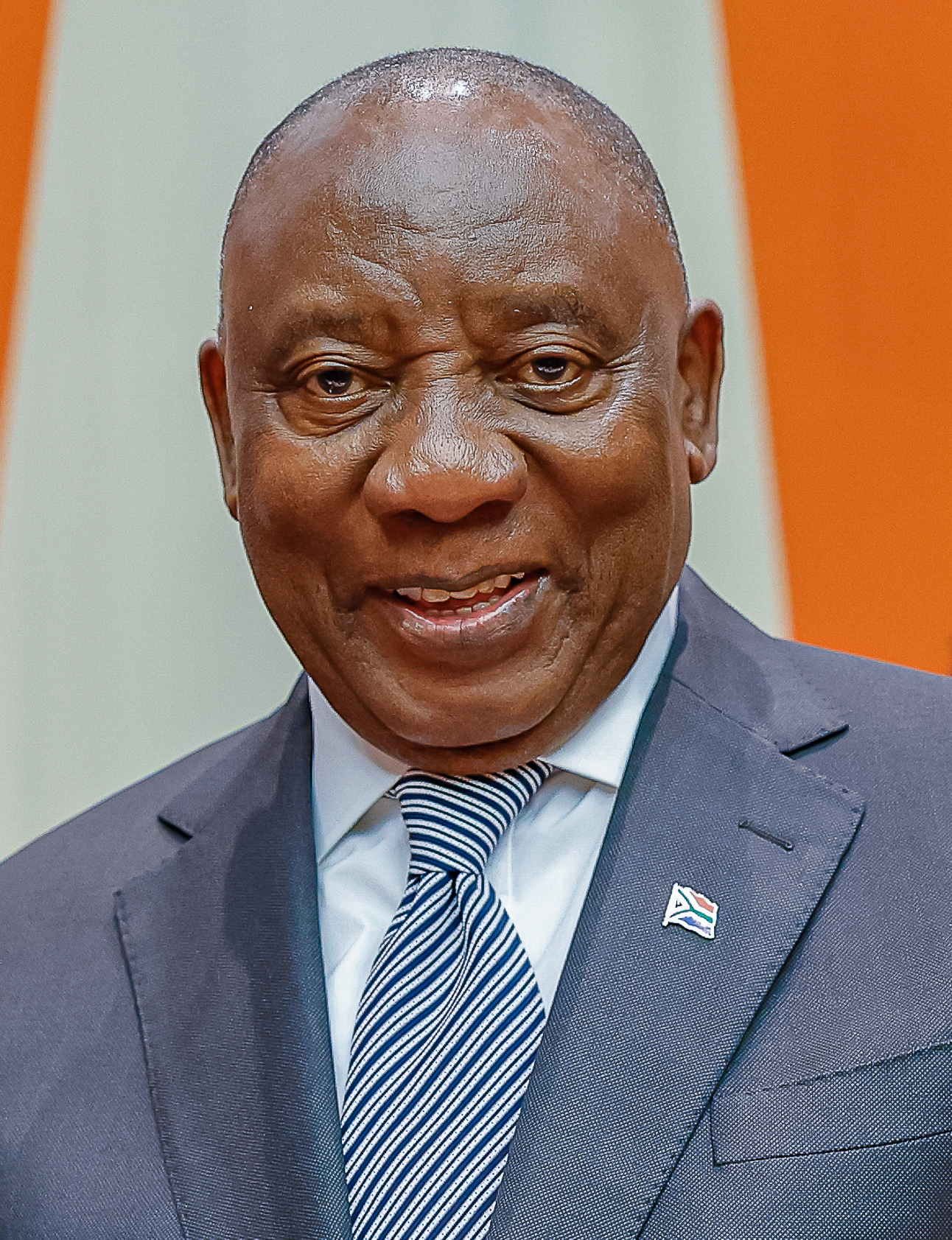
남아프리카 공화국 시릴 라마포사, 대통령
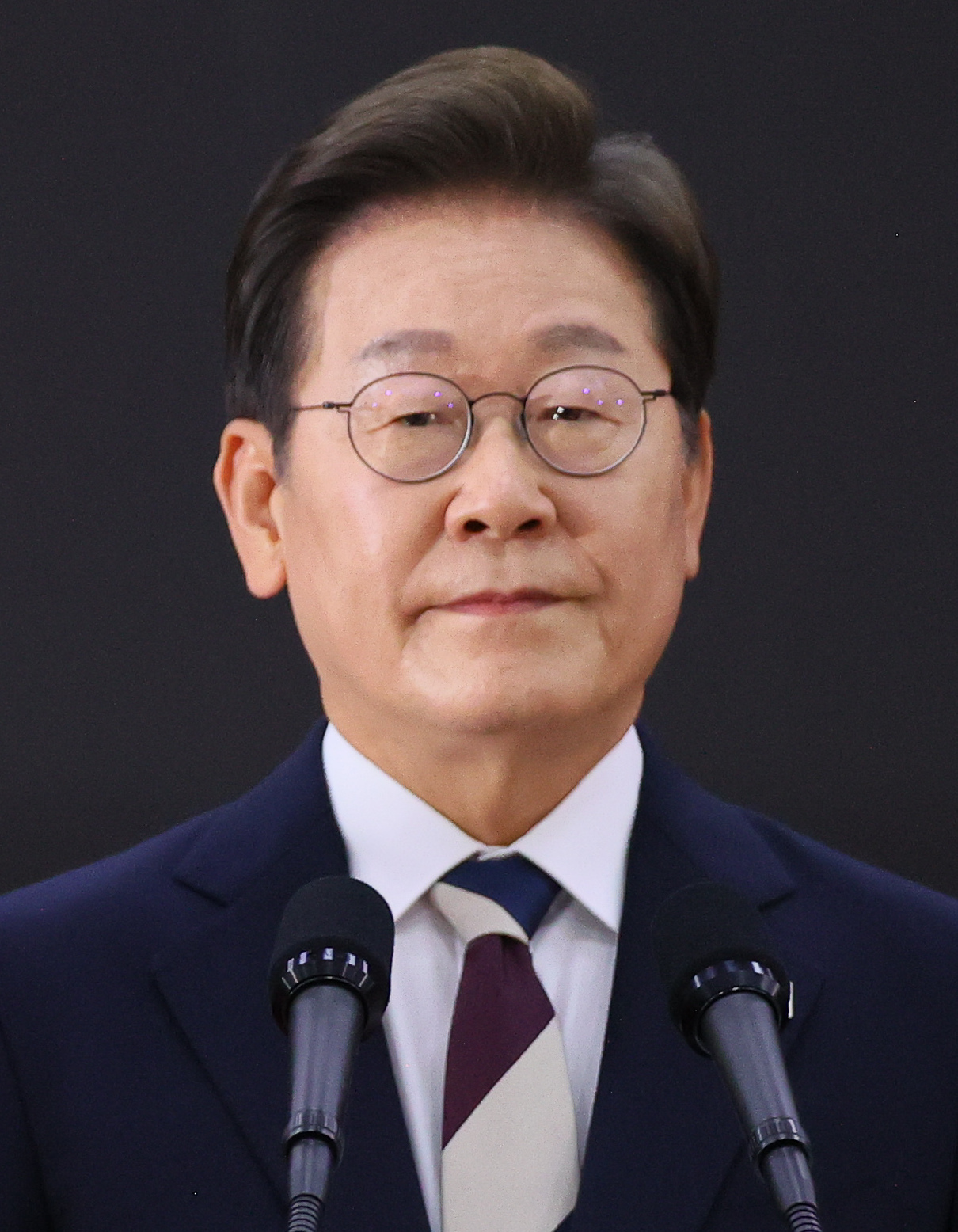
대한민국 이재명 (대통령)
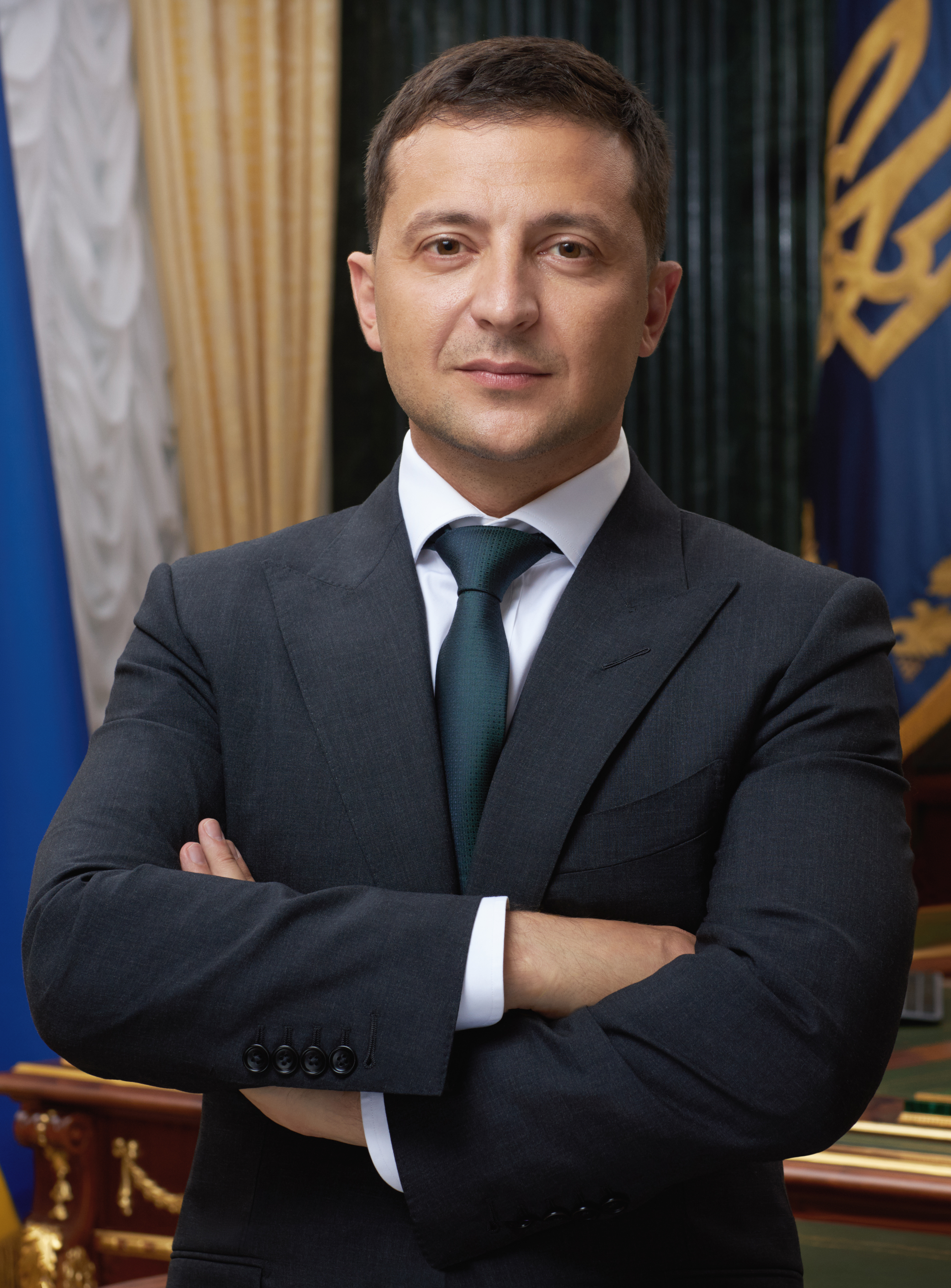
우크라이나 볼로디미르 젤렌스키 (대통령)
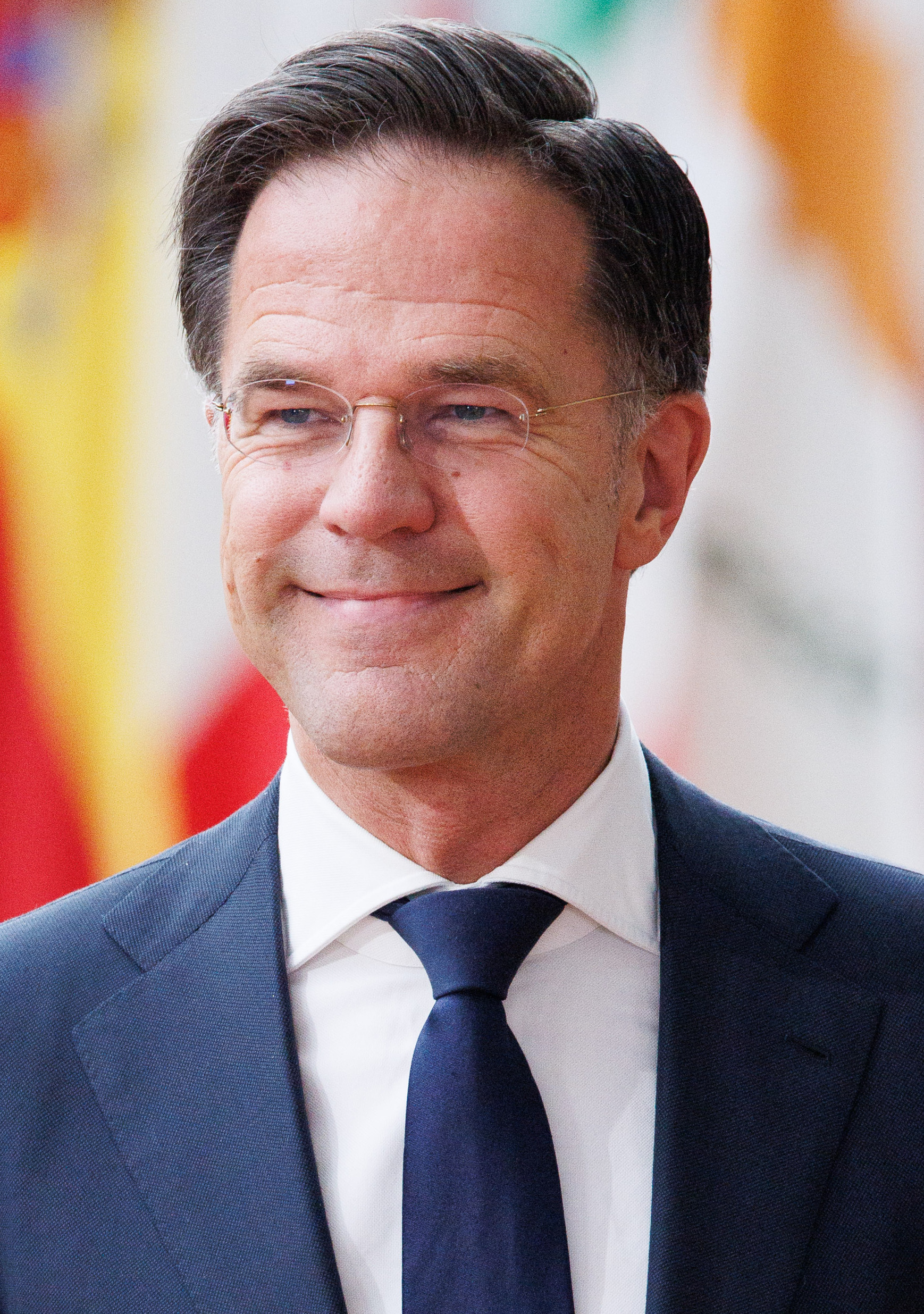
NATO 마르크 뤼터 (사무총장)
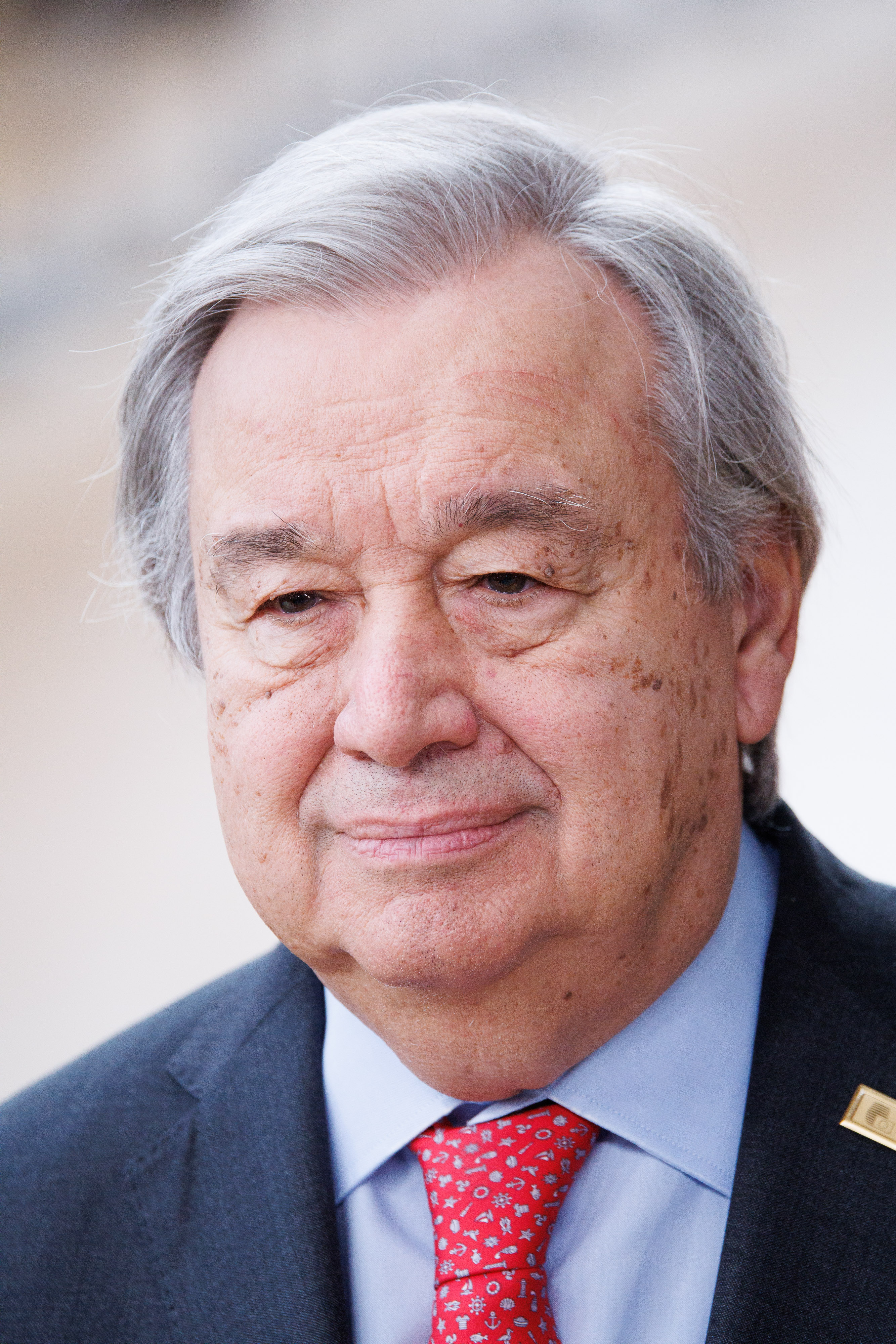
유엔 안토니우 구테흐스 (사무총장)
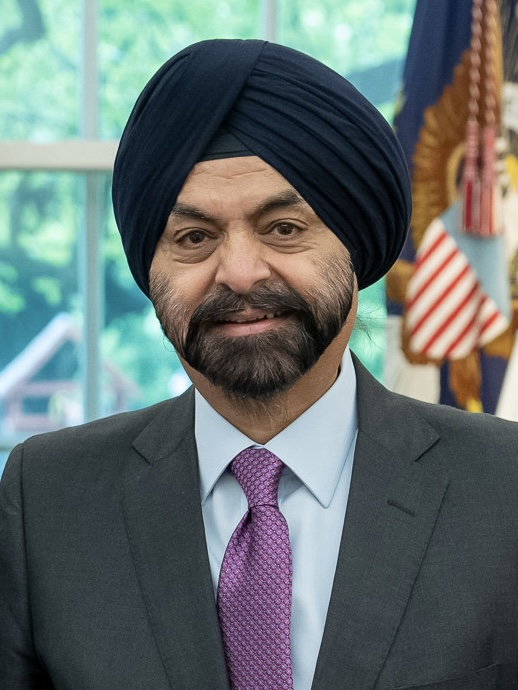
세계은행 아제이 방가 (총재)

## 불참 초청 정상

IDN 프라보워 수비안토 (대통령)
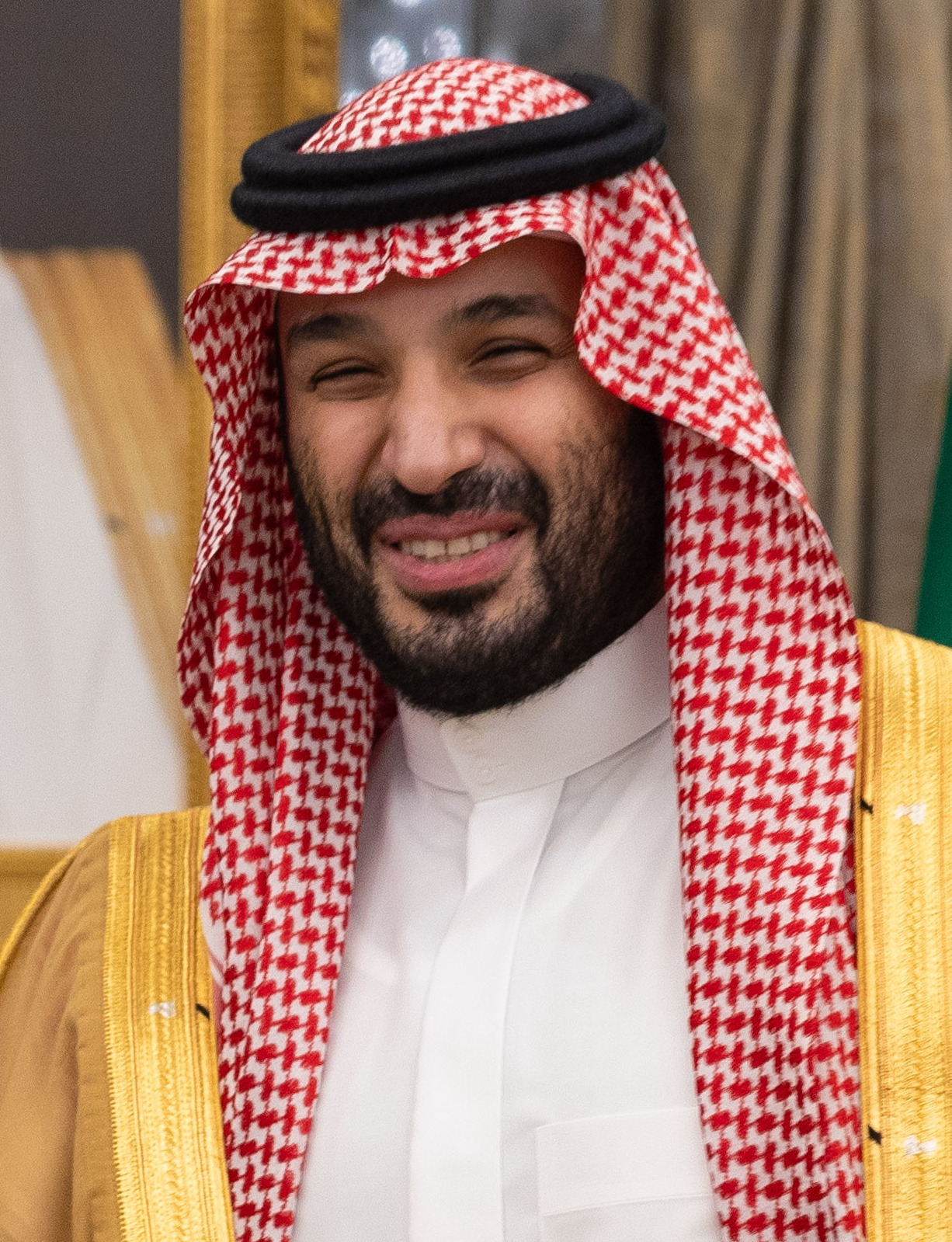
SAU 무함마드 빈 살만 알사우드 (왕세자)
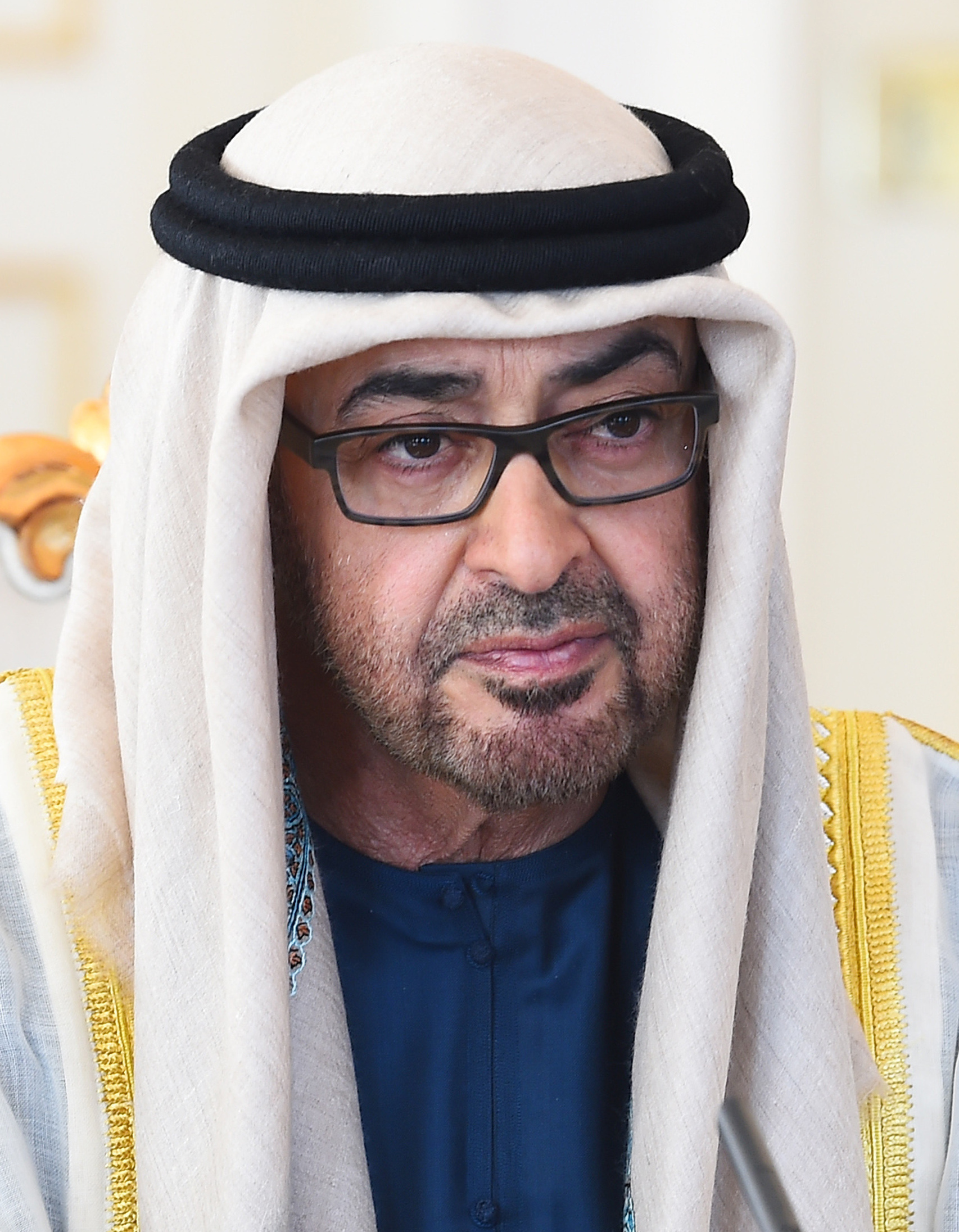
ARE 무함마드 빈 자이드 알나흐얀 (대통령)

- 인도네시아
프라보워 수비안토 (대통령)
- 사우디아라비아
무함마드 빈 살만 알사우드 (왕세자)
- 아랍에미리트
무함마드 빈 자이드 알나흐얀 (대통령)

## 행사 일정
캐나다 총리실은 다음과 같은 행사를 발표했다.
| 날짜          | 행사                           | 장소                         |
| ------------- | ------------------------------ | ---------------------------- |
| 3월 12일~14일 | 외무장관 회의                  | 퀘벡주 샤를 부아             |
| 5월 20일~22일 | 재무장관 및 중앙은행 총재 회의 | 밴프                         |
| 6월 15일~17일 | 정상회의                       | 앨버타주 캐나나스키스 빌리지 |

### 외무장관 회의 (3월 12일~14일)
2025년 3월 12일~14일 샤를부아에서 열린 G7 외교장관 회의에서, 각국의 외교장관들은 다음 의제에 대한 합의를 이루었다.
- 우크라이나의 장기적인 번영과 안보
- 중동의 지역 평화와 안정
- 인도-태평양 지역 전체의 안보와 회복력 증진을 위한 협력
- 아이티와 베네수엘라의 안정과 회복력 구축
- 수단과 콩고 민주 공화국의 지속적인 평화 지원
- 제재 강화 및 하이브리드 전쟁과 사보타주 대응

## 정상회의 이전 행사

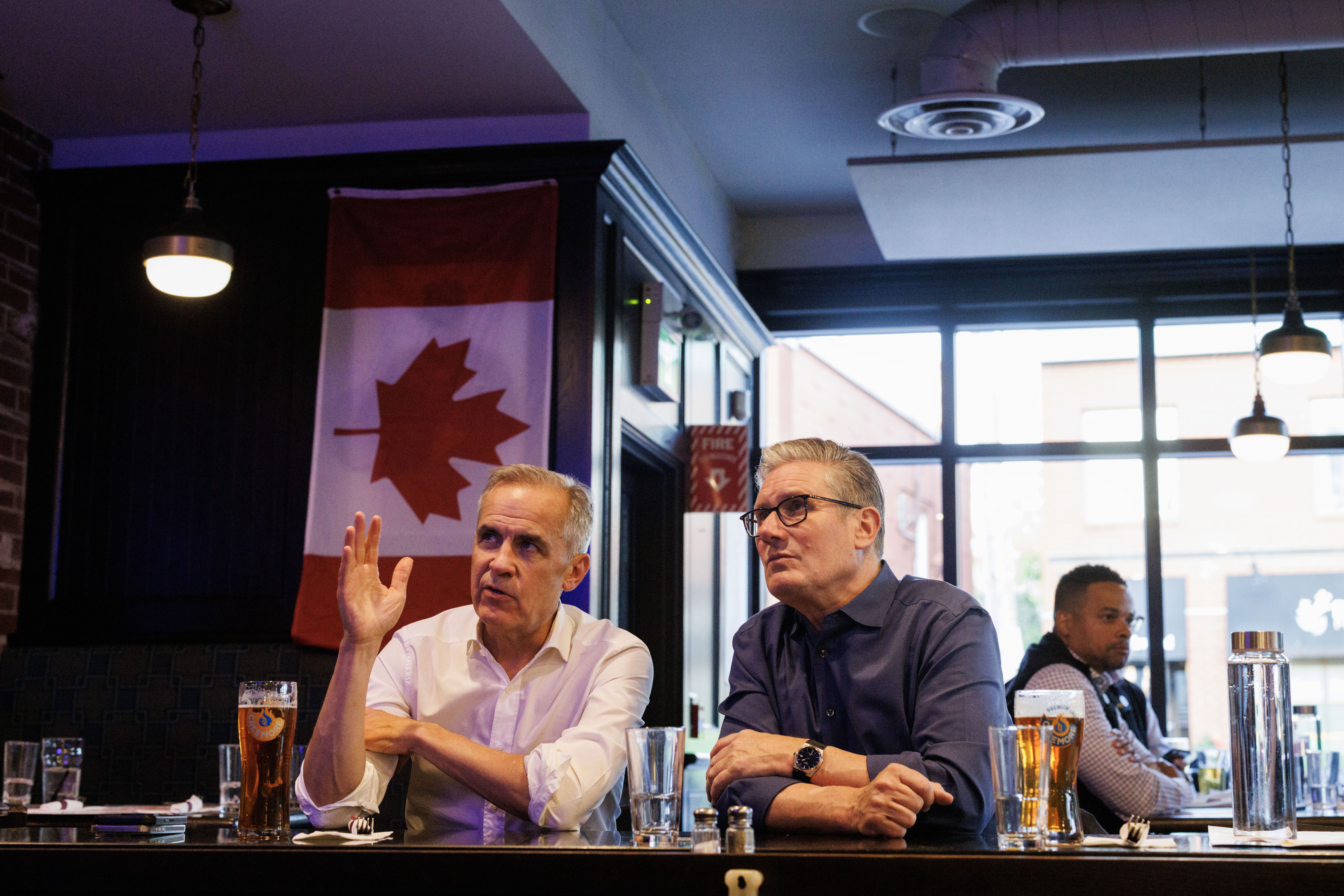
2025년 6월 14일, 오타와의 로열 오크 펍에서 마크 카니 캐나다 총리와 키어 스타머 영국 총리.

6월 14일, 마크 카니 캐나다 총리와 키어 스타머 영국 총리는 오타와에서 양자 회담을 가졌다. 오타와로 가는 길에 스타머는 도널드 트럼프 대통령이 캐나다를 51번째 주로 합병하겠다고 위협한 것에 대해 "캐나다는 독립적이고 주권적인 국가이며 영국 연방의 매우 소중한 회원국"이라고 말했다. 도착 후 스타머는 마크 카니 캐나다 총리와 리도 코티지 관저에서 저녁 식사를 했고, 이후 두 사람은 내셔널 하키 리그 에드먼턴 오일러스와 플로리다 팬더스의 경기를 관람했다. 양국은 경제무역실무그룹을 설립하고 무역연속협정을 심화하기로 합의했으며, 카니는 캐나다가 포괄적·점진적 환태평양 경제 동반자 협정에 대한 영국의 가입을 비준할 것을 약속했다. 이 회의는 이스라엘의 이란 공격으로 시작된 이란-이스라엘 전쟁 이후 두 국제 정상 간의 첫 회의였다. 스타머는 중동 위기를 완화하기 위한 외교적 노력을 시작했다.

## 같이 보기
- 2025년 헤이그 NATO 정상회의

### 내용주
1. ↑  2020년 예정되었던 제46회 G7 정상회의는 코로나19 범유행으로 취소되었다.